# Dramarama
Dramarama es una banda estadounidense de rock alternativo y power pop con sede en Wayne, Nueva Jersey, que más tarde se mudó a Los Ángeles. La banda fue formada en 1982 y se disolvió en 1994, aunque volvió a unirse formalmente después de una aparición en la serie Bands Reunited de VH1 en 2003.

## Historia
Dramarama se formó en 1982 en el sótano de una tienda de discos de Wayne, Nueva Jersey, propiedad del miembro fundador Chris Carter. Inicialmente la alineación consistió en el cantante y compositor John Easdale, "Mr. E Boy" (Mark Englert) y Chris Carter. Más tarde se unieron Peter Wood a la guitarra y Ron Machuga a la batería. La banda surgió en el norte de Nueva Jersey, en una escena que contaba con bandas como Red House, The Smithereens, Whirling Dervishes y The Blases. En 1982, lanzaron su primer sencillo, «You Drive Me».
En 1984, se unieron el teclista Ted Ellenis y el baterista Ken Moutenot (en sustitución de Machuga) y Dramarama lanzó su primer EP, Comedy, de cinco pistas y financiado por la banda. Obtuvieron elogios de la crítica y alcanzaron un inesperado estatus de culto en Francia. Dramarama publicó su primer álbum, Cinéma Vérité de 1985 en New Rose Records de París, Francia. La canción «Anything, Anything (I'll Give You)» se convirtió en un éxito. Fue una de las canciones más solicitadas a la estación KROQ en 1986 y 1987, y se convirtió en una de las más solicitadas en la historia de la estación. Tras el éxito de «Anything, Anything», la banda obtuvo un mayor avance de la discográfica Chameleon y se trasladaron permanentemente de Nueva Jersey a Los Ángeles. La canción apareció en la película A Nightmare on Elm Street 4: The Dream Master y fue versionada en un concierto de caridad para Timor Oriental.
En los años siguientes Dramarama lanzó los álbumes Box Office Bomb, Stuck in Wonderamaland, Vinyl y Hi-fi Sci-fi. Este último cuenta con las participaciones de Clem Burke de Blondie, quien se había unido a la banda para la gira de Vinyl, y Sylvain Sylvain de New York Dolls. El grupo se disolvió en 1994.
John Easdale comenzó a tocar nuevamente música en vivo y en 1998 lanzó el álbum en solitario Bright Side, donde muchas de las pistas presentaban a músicos vinculados a Dramarama. Tras la publicidad de la serie de VH1 Bands Reunited, Easdale decidió a finales de 2003 que la banda continuaría. Ese mismo año grabaron un EP titulado Absolutely, 100% Made in N.J.. La mayoría de sus pistas se convirtieron en parte de su siguiente álbum Everybody Dies, lanzado el 25 de octubre de 2005 por el sello 33rd Street Records, con sede en California.
Después de una pausa de 15 años, la banda lanzó su séptimo álbum de estudio, Color TV, el 1 de mayo de 2020.

## Discografía

### Álbumes de estudio
- Cinéma Vérité (1985)
- Box Office Bomb (1987)
- Stuck in Wonderamaland (1989)
- Vinyl (1991)
- Hi-Fi Sci-Fi (1993)
- Everybody Dies (2005)
- Color TV (2020)

### Álbumes en vivo
- Live at the China Club (1990)

### Compilaciones
- 10 from 5 (1993)
- The Best of Dramarama: 18 Big Ones (1996)

### Extended Plays
- Comedy (1982)
- Vinyl (1991)
- Absolutely, 100% Made in N.J. (2003)